# Irracional - En directo
Es el primer EP en directo de Hamlet grabado en un concierto en Madrid. Cuenta con canciones de Sanatorio de muñecos y Revolución 12.111.

## Listado de canciones
1. Perdón por vivir
2. Ceremonia TV
3. JF
4. Discriminación
5. Irracional